# Rochemaure
Rochemaure is een gemeente in het Franse departement Ardèche (regio Auvergne-Rhône-Alpes). De plaats maakt deel uit van het arrondissement Privas. Rochemaure telde op 1 januari 2022 2.250 inwoners.

## Geografie
De oppervlakte van Rochemaure bedroeg op 1 januari 2022 24,33 vierkante kilometer; de bevolkingsdichtheid was toen 92,5 inwoners per km².
De plaats ligt aan de westzijde van de Rhône en heeft een uitzicht over Montelimar.
De onderstaande kaart toont de ligging van Rochemaure met de belangrijkste infrastructuur en aangrenzende gemeenten.

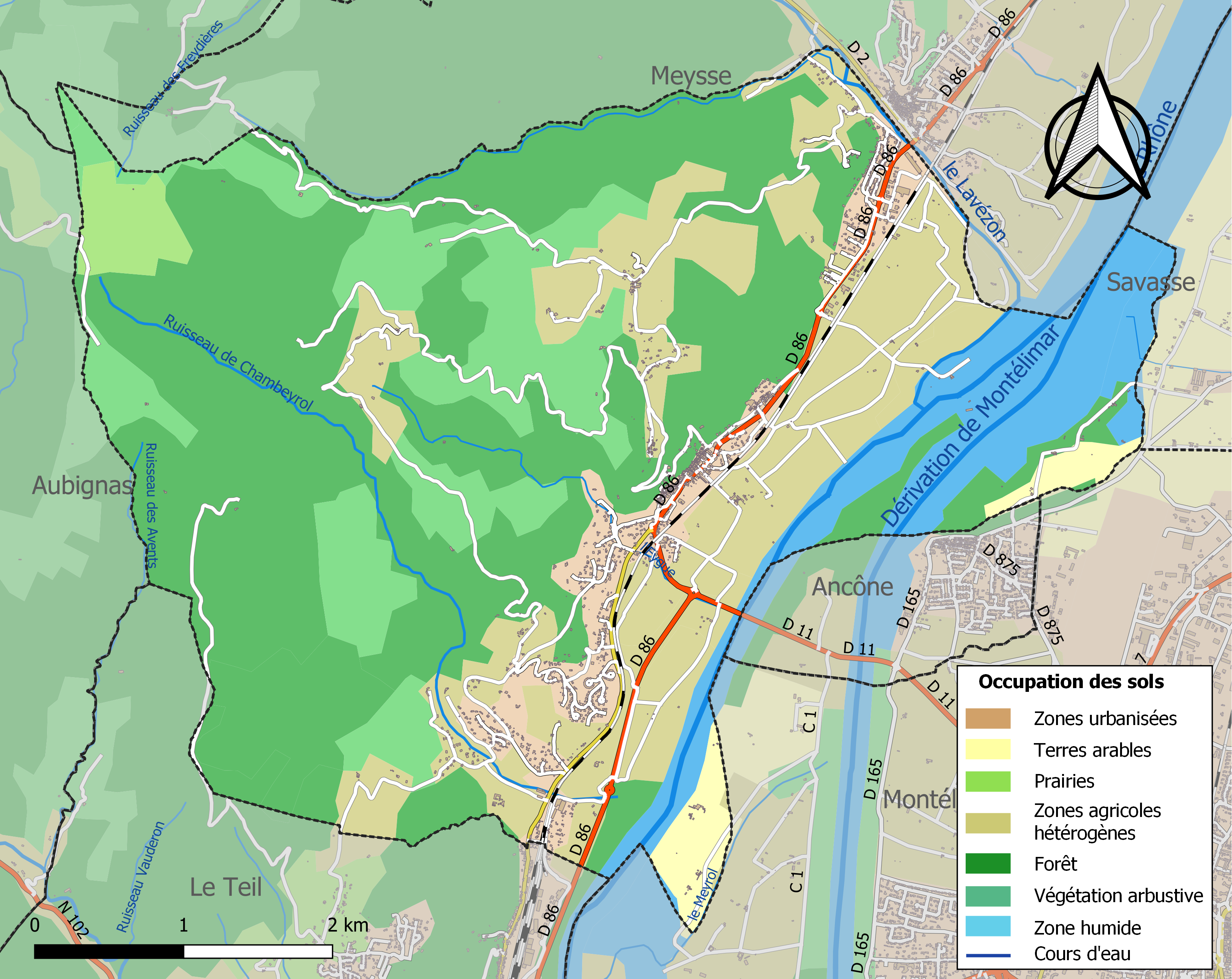

## Bezienswaardig
De kasteelruïne is te bezichtigen. Een smalle weg voert naar het kasteel dat op een top met vulkanisch gesteente is gelegen, en van waaruit men een fraai uitzicht over de Rhônevallei heeft. Het is gebouwd in de periode 1120-1160.

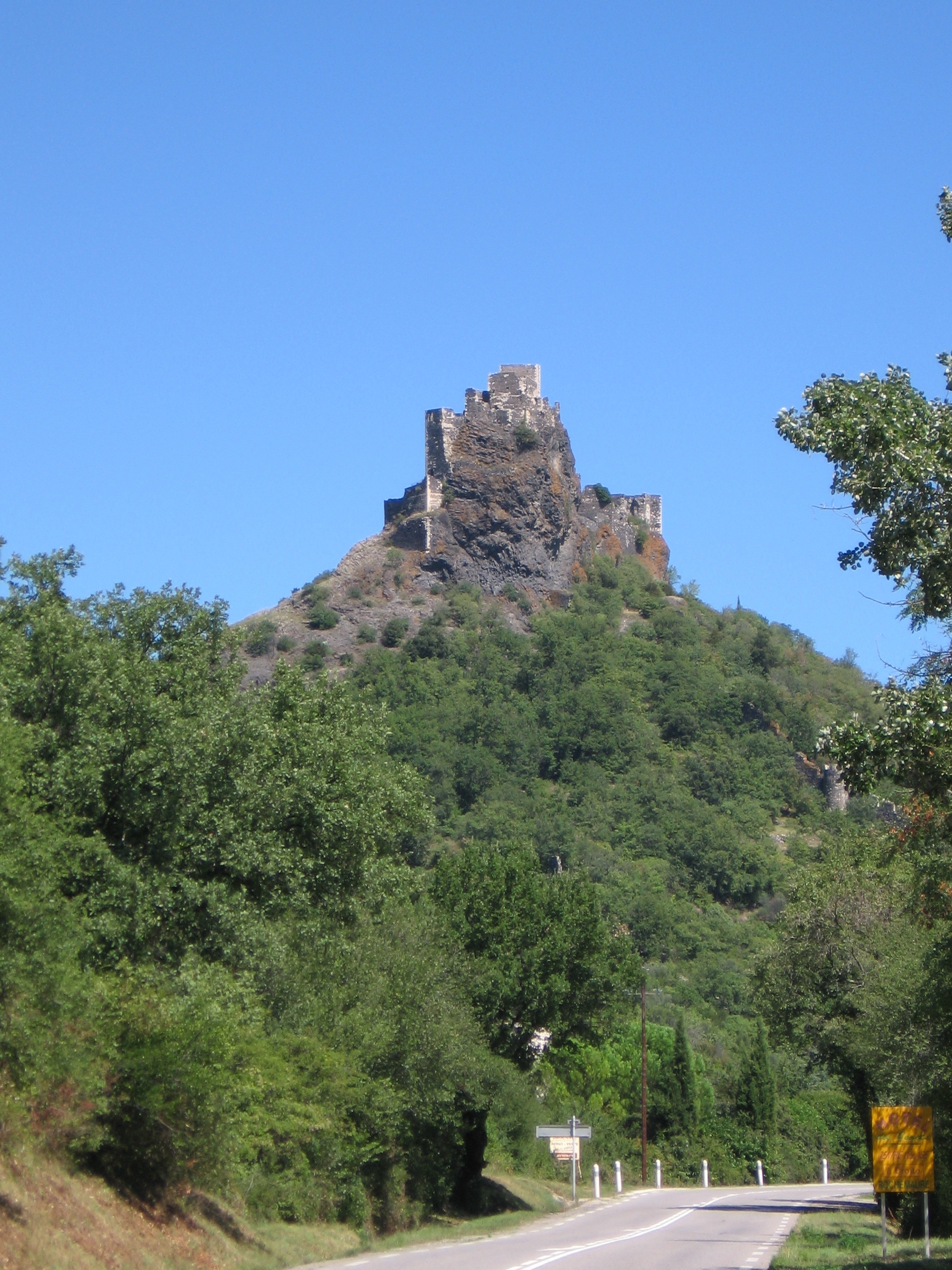
Kasteel
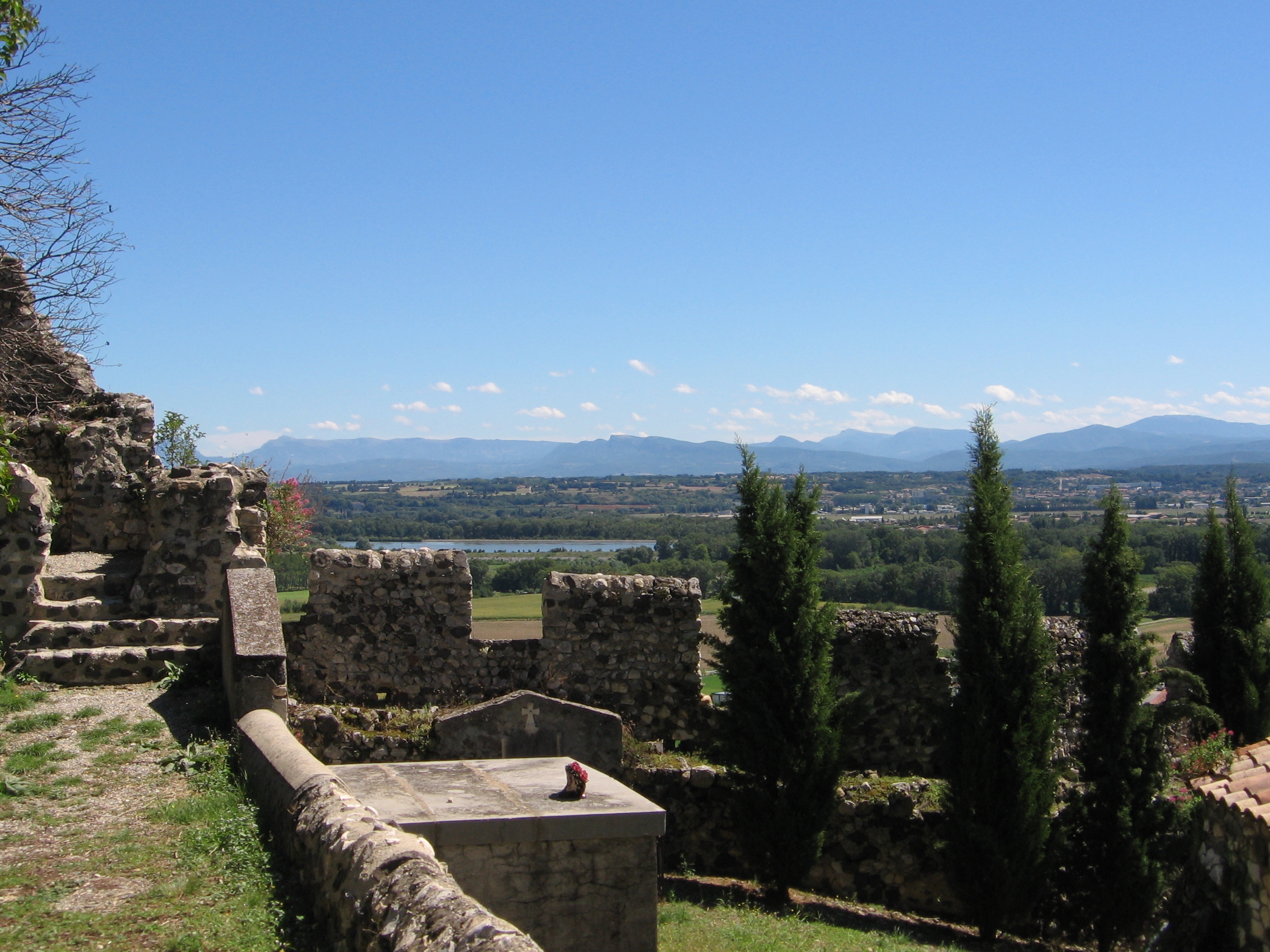
Kasteelpark

## Demografie
Onderstaande figuur toont het verloop van het inwonertal (bron: INSEE-tellingen).

Vanwege een beveiligingsprobleem met de MediaWiki Graph-software is het momenteel niet mogelijk deze grafiek weer te geven. Zodra de software is bijgewerkt zal de grafiek vanzelf weer zichtbaar worden.